# Corydoras steindachneri
Corydoras steindachneri és una espècie de peix de la família dels cal·líctids i de l'ordre dels siluriformes.

## Morfologia
Els mascles poden assolir els 5 cm de llargària total.

## Distribució geogràfica
Es troba a Sud-amèrica: rius costaners de Paraná (Brasil).